# مات غوردون (ممثل)
مات غوردون (بالإنجليزية: Matt Gordon)‏ (و. 1969 – م) هو ممثل، وممثل أفلام، من كندا، ولد في تورونتو.

## وصلات خارجية
- مات غوردون على موقع IMDb (الإنجليزية)
- مات غوردون على موقع ألو سيني (الفرنسية)
- مات غوردون على موقع أول موفي (الإنجليزية)
- مات غوردون على موقع قاعدة بيانات الأفلام السويدية (السويدية)
- مات غوردون على موقع قاعدة بيانات الفيلم (الإنجليزية)
- مات غوردون على موقع كينوبويسك (الروسية)